# Hekto
Hekto er et SI-præfiks, der kan anvendes på enhver SI-enhed og angiver størrelsen 100, (102).
Hekto angives ved symbolet "h".

## Forkortelser
Hekto bruges som forkortelse for:

### Vægtenhed

#### Hektogram
- 1 hektogram = 100 gram

### Rummål

#### Hektoliter
- 1 hektoliter = 100 liter

### Længdeenhed

#### Hektometer
- 1 hektometer = 100 meter

### Tryk

#### Hektopascal
- 1 hektopascal = 100 pascal (newton pr kvadratmeter)